# Narrative of an Expedition to Explore the River Zaire
Narrative of an Expedition to Explore the River Zaire (abreviado Narr. Exped. Zaire) es un libro con ilustraciones y descripciones botánicas que fue escrito por el explorador británico James Kingston Tuckey. Fue publicado en Londres el año 1818 con el nombre de Narrative of an Expedition to Explore the River Zaire, usually called the Congo in South Africa, in 1816, Under the Direction of Captain J. K. (sic, for H.) Tuckey, R.N. To Which is Added the Journal of Professor Smith....

## Publicación
- Volumen n.º 1, 1773;
- Volumen n.º 2, 1774;
- Volumen n.º 3, 1775;
- Volumen n.º 4, 1776;
- Volumen n.º 5, 1778